# 寺田精之
寺田 精之（てらだ きよゆき、1922年3月20日 - 2009年7月13日）は、日本の合気道家。養神館合気道10段。
合気道の達人塩田剛三と共に、養神館合気道設立者の一人。晩年は主に神奈川県に拠点を置き、合気道の指導を行っていた。塩田剛三亡き後、養神館合気道の最高師範、最高顧問も務めた。